# بارداری به‌دنبال تجاوز جنسی
بارداری به‌دنبال تجاوز جنسی باردار شدن یا حاملگی در اثر نزدیکی جنسی بدون رضایت طرف مقابل یا تجاوز جنسی است. این نوع بارداری در زمان جنگ و تجاوز جنسی در جنگ به ویژه به عنوان ابزاری برای نسل‌کشی، و همچنین زمینه‌های دیگر، مانند تجاوز جنسی توسط یک غریبه، تجاوز قانونی، زنای با محارم، و حاملگی زیر سن قانونی مورد مطالعه قرار گرفته‌است. اجماع علمی کنونی بر این است که تجاوز جنسی دست کم به اندازه رابطه جنسی رضایت‌آمیز منجر به بارداری می‌شود. برخی از مطالعات نشان می‌دهند که تجاوز ممکن است در واقع منجر به نرخ بارداری بالاتری نسبت به رابطه جنسی رضایت‌بخش شود.
تجاوز جنسی می‌تواند مشکلاتی را در طول بارداری و بعد از آن ایجاد کند و پیامدهای منفی بالقوه ای برای قربانی و کودک ناشی از آن داشته باشد. درمان پزشکی پس از تجاوز شامل آزمایش، پیشگیری و مدیریت بارداری است. زنی که پس از تجاوز باردار می‌شود ممکن است با تصمیمی در مورد سقط جنین، بزرگ کردن کودک یا برنامه‌ریزی برای فرزندخواندگی روبرو شود. در برخی از کشورهایی که سقط جنین پس از تجاوز و زنای با محارم غیرقانونی است، بیش از ۹۰ درصد از بارداری‌ها در دختران ۱۵ ساله و کمتر به دلیل تجاوز جنسی توسط اعضای خانواده است.
این باور نادرست که بارداری تقریباً هرگز نمی‌تواند ناشی از تجاوز جنسی باشد قرن‌ها رایج بود. در اروپا، از قرون وسطی تا قرن هجدهم، مرد می‌توانست از بارداری زن به عنوان یک دفاع قانونی برای عدم تجاوز به زن استفاده کند. تصور می‌شد که حاملگی یک زن به این معنی است که او از رابطه جنسی لذت برده و بنابراین، به آن رضایت داده‌است. در دهه‌های اخیر، برخی از سازمان‌ها و سیاستمداران ضد سقط جنین (مانند تاد آکین) که با سقط جنین قانونی در موارد تجاوز مخالف هستند، ادعا می‌کنند که حاملگی به ندرت از تجاوز ناشی می‌شود، و بنابراین ارتباط عملی چنین استثناهایی با قانون سقط جنین محدود است. یا وجود ندارد.

## بارداری
تخمین تعداد حاملگی‌های ناشی از تجاوز جنسی بسیار متفاوت است. تخمین‌های اخیر نشان می‌دهد که تجاوز جنسی بین ۲۵۰۰۰ تا ۳۲۰۰۰ بار در سال در ایالات متحده اتفاق می‌افتد در یک مطالعه سه ساله در سال ۱۹۹۶ روی ۴۰۰۰ زن آمریکایی، ملیسا هولمز پزشک و پژوهشگر، از داده‌های مطالعه خود تخمین زد که آمیزش جنسی اجباری باعث بیش از ۳۲۰۰۰ بارداری در ایالات متحده شده‌است.
فلیسیا اچ. استوارت و جیمز تروسل اقتصاددان تخمین زدند که ۳۳۳۰۰۰ تجاوز گزارش شده در ایالات متحده در سال ۱۹۹۸ باعث حدود ۲۵۰۰۰ بارداری شد و تا ۲۲۰۰۰ مورد از این حاملگی‌ها را می‌توان با پیشگیری اضطراری از بارداری پزشکی حل کرد. تحلیل‌های دیگر نشان دهنده نرخ بسیار پایین‌تر است. شبکه ملی تجاوز مستقر در واشینگتن دی سی، به رقم بسیار پایین‌تری که با استفاده از برآوردهای نظرسنجی ملی قربانیان جنایت وزارت دادگستری در سال ۲۰۰۵ محاسبه شد، رسید. این شبکه میانگین سالانه ۶۴۰۸۰ مورد تجاوز جنسی را که در سال‌های ۲۰۰۴ و ۲۰۰۵ انجام شده بود را در نظر گرفت و نرخ حاملگی ۵ درصد را برای رسیدن به تخمین ۳۲۰۴ بارداری در سال از تجاوز اعمال کرد.

### نرخ حاملگی
یک مطالعه در سال ۱۹۹۶ بر روی ۴۴ مورد حاملگی مرتبط با تجاوز تخمین زد که در ایالات متحده، نرخ حاملگی به ازای هر تجاوز در میان قربانیان سن باروری (۱۲ تا ۴۵ سال) ۵ درصد است. یک مطالعه در سال ۱۹۸۷ همچنین نشان داد که میزان بارداری ناشی از تجاوز جنسی در بین دانشجویان ۱۸ تا ۲۴ ساله در ایالات متحده، ۵ درصد است. یک مطالعه در سال ۲۰۰۵ میزان بارداری مرتبط با تجاوز جنسی را در حدود ۳ تا ۵ درصد نشان داد. 
مطالعه ای بر روی نوجوانان اتیوپیایی، کشوری در شرق قارهٔ آفریقا که گزارش داده بودند مورد تجاوز جنسی قرار گرفته بودند نشان داد که ۱۷ درصد از آن‌ها باردار شدند و مراکز بحران تجاوز جنسی در مکزیک میزان حاملگی ناشی از تجاوز را ۱۵ تا ۱۸ درصد گزارش کردند.  تخمین‌های میزان بارداری مرتبط با تجاوز ممکن است نادرست باشد، زیرا جرم گزارش نشده‌است، و در نتیجه برخی از بارداری‌های ناشی از تجاوز ثبت نمی‌شوند،  یا به دلیل فشارهای اجتماعی برخی از تجاوزها گزارش نمی‌شوند.
برخی از تحلیل گران پیشنهاد کرده‌اند که میزان لقاح ممکن است به دلیل تجاوز جنسی بیشتر از لقاح باشد. روان‌شناس رابرت ال. اسمیت بیان می‌کند که برخی از مطالعات نرخ غیرمعمول بالای بارداری پس از تجاوز را گزارش کرده‌اند. او به مقاله ای از CA Fox و Beatrice Fox استناد می‌کند که گزارش می‌دهد آلن استرلینگ پارکز زیست‌شناس در مکاتبات شخصی حدس زده‌است که «میزان لقاح بالایی در تجاوز وجود دارد، و ترشح هورمون‌ها به دلیل ترس یا عصبانیت می‌تواند تخمک گذاری رفلکس ایجاد کند». اسمیت همچنین از ولفگانگ یوکل استناد می‌کند که «تجاوز جنسی ممکن است باعث تخمک گذاری در انسان شود».
پژوهشگر ادبی جاناتان گاتشال و اقتصاددان تیفانی گاتشال در مقاله ای در سال ۲۰۰۳ در مجله Human Nature استدلال کردند که مطالعات قبلی در مورد آمار تجاوز جنسی به‌طور مستقیم با میزان بارداری از مقاربت توافقی قابل مقایسه نیست، زیرا این مقایسه‌ها عمدتاً برای عواملی مانند استفاده از روش‌های پیشگیری از بارداری اصلاح نشده بود. با تعدیل این عوامل، آنها تخمین زدند که تجاوز تقریباً دو برابر بیشتر از رابطه جنسی توافقی و محافظت نشده (۴–۲٪) منجر به بارداری می‌شود (7.98%).
در مقابل، روانشناسان تارا شاوان و گوردون گالوپ جونیور دریافتند که زنان در مرحله تخمک گذاری چرخه قاعدگی خود رفتارهای پرخطر را کاهش می‌دهند، که از نظر تئوری می‌تواند احتمال تجاوز جنسی را در دوره‌های باروری کاهش دهد. دانیل فسلر، انسان‌شناس، این یافته‌ها را رد کرد و گفت: «تجزیه و تحلیل میزان حاملگی نشان می‌دهد که احتمال حاملگی پس از تجاوز جنسی با احتمال بارداری رابطه جنسی توافقی تفاوتی ندارد».

## در جنگ و درگیری

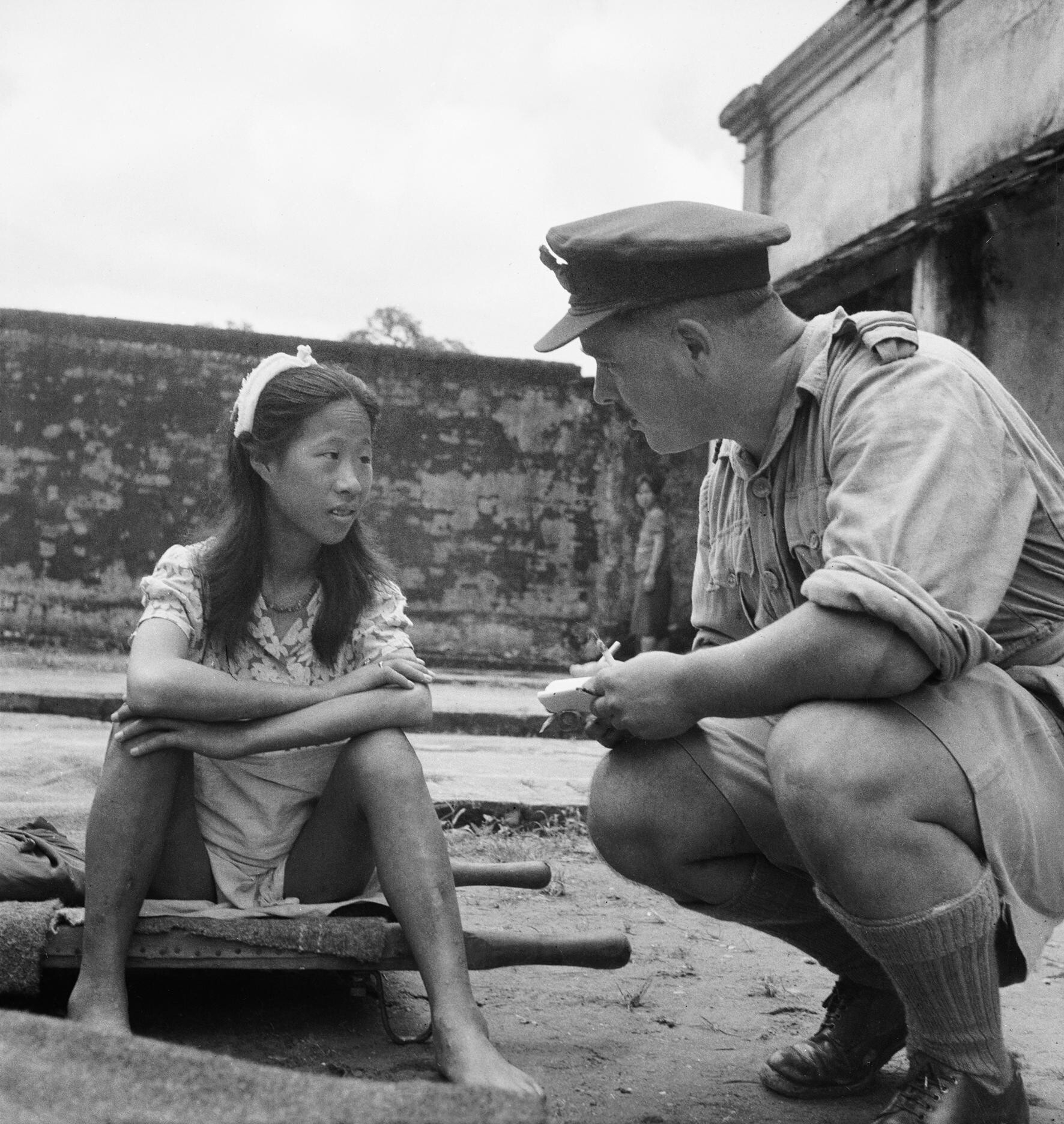
روسپیگری اجباری توسط ارتش ژاپن در طول جنگ جهانی دوم مورد استفاده قرار گرفت. یانگون، برمه. ۸ اوت ۱۹۴۵. یک زن جوان با قومی چینی از زنان آسایشگر مورد استفاده ارتش امپراتوری ژاپن توسط افسری از متفقین مصاحبه می‌شود.

تجاوز جنسی قرن‌ها به عنوان سلاح جنگ روانی برای ایجاد وحشت، تحقیر و تضعیف روحیه دشمن مورد استفاده قرار گرفته‌است. تجاوز همچنین به عنوان یک عمل به جهت پاکسازی قومی برای تولید نوزادانی که در قومیت مجرمان مشترک باشند، استفاده شد.  بارداری اجباری در مناطقی از جمله بنگلادش، دارفور و بوسنی مشاهده شده‌است. 
به‌طور گسترده‌تر، حاملگی معمولاً ناشی از تجاوز جنسی در زمان جنگ است که بدون قصد باردار کردن دشمن انجام شده‌است، همان‌طور که در درگیری‌ها در تیمور شرقی، لیبریا، کوزوو و رواندا مشاهده شده‌است.  گیتا سهگال از سازمانی غیردولتی عفو بین‌الملل بیان کرد که تجاوز به جای اینکه عمدتاً دربارهٔ «غنایم جنگ» یا ارضای جنسی باشد، اغلب در درگیری‌های قومی به عنوان راهی برای مهاجمان برای تداوم کنترل اجتماعی و ترسیم مجدد مرزهای قومی استفاده می‌شود.
کودکان ممکن است از زنان و دخترانی که مجبور به «ازدواج» با آدم ربایان و اشغالگران هستند زاده شوند. چنین موردی در اشغال تیمور شرقی توسط اندونزی و در درگیری ارتش مقاومت خدا در اوگاندا اتفاق افتاد. 
تجاوز جنسی در طول جنگ بر اساس قطعنامه ۱۸۲۰ شورای امنیت سازمان ملل متحد به عنوان جنایت جنگی و جنایت علیه بشریت شناخته شده‌است. «بارداری اجباری» به‌طور خاص به عنوان یک جنایت جنگی و جنایت علیه بشریت در اساسنامه رم، که «اولین دادگاه کیفری بین‌المللی که تا کنون به‌طور رسمی حاملگی اجباری» را جرم انگاری می‌کند، برشمرده شده‌است.
کودکانی که در نتیجه تجاوز جنسی در زمان جنگ به دنیا می‌آیند، ممکن است دشمن شناخته شوند و در جوامع خود مورد انگ و طرد قرار گیرند. آنها ممکن است از حقوق اولیه محروم شوند یا حتی قبل از رسیدن به بزرگسالی کشته شوند.  کودکان به ویژه در معرض خطر چنین آزار و اذیتی قرار می‌گیرند که به وضوح قابل شناسایی باشند که نیمی از قومیت خود را با نیروهای اشغالگر به اشتراک می‌گذارند. کودکان نیمه عرب زنان دارفوری که توسط سربازان جنجوید به عنوان بخشی از جنگ در دارفور که نسل‌کشی و مناقشه مداوم در جنوب غربی سودان بود مورد تجاوز قرار گرفتند.  کودکان حاصل از تجاوز جنگی به دلیل بی‌توجهی توسط مادران آسیب دیده که قادر به ارائه مراقبت کافی نیستند، در معرض خطر هستند. 

### قتل‌عام نانجینگ
در سال ۱۹۳۷ ارتش ژاپن نانجینگ را که در آن زمان پایتخت چین بود، تصرف کرد. در این اشغال هفت هفته ای به نام قتل‌عام نانجینگ، حدود ۸۰۰۰۰ زن توسط سربازان ژاپنی مورد تجاوز قرار گرفتند.  زنان و دختران چینی در هر سنی مورد تجاوز جنسی، مثله کردن، شکنجه، بردگی جنسی قرار گرفته یا کشته شدند. تعداد نامعلومی از آنها باردار ماندند.  بسیاری از زنان باردار نانجینگ در سال ۱۹۳۸ خود را کشتند، و برخی دیگر در هنگام تولد نوزادان خود اقدام به قتل نوزاد کردند.  در طول قرن بیستم هیچ سابقه ای مبنی بر اینکه هیچ زن چینی اذعان کند فرزندش در نتیجه تجاوز جنسی به نانجینگ به دنیا آمده‌است وجود نداشت. 

### جنگ بوسنی
در طول جنگ ۱۹۹۲–۱۹۹۵ بوسنی، حاملگی ناشی از تجاوز جنسی برای انجام نسل‌کشی مورد استفاده قرار گرفت. گزارش‌هایی مبنی بر ایجاد عمدی «اردوگاه‌های تجاوز جنسی» وجود داشت که برای باردار کردن زنان اسیر مسلمان و کروات در نظر گرفته شده بود. گزارش شده‌است که زنان تا زمانی که حاملگی آنها فراتر از مرحله ای که سقط جنین در آن بی خطر بود می‌رسید در زندان نگه داشته می‌شدند.  در چارچوب یک جامعه پدرتباری، که در آن کودکان قومیت پدر خود را به ارث می‌برند، چنین اردوگاه‌های برای ایجاد نسل جدیدی از کودکان صرب در نظر گرفته شد.  گروه زنان Tresnjevka ادعا کرد که بیش از ۳۵۰۰۰ زن و کودک در چنین اردوگاه‌هایی نگهداری می‌شدند که توسط صرب‌ها اداره می‌شد.  برآوردها از ۲۰۰۰۰ تا ۵۰۰۰۰ قربانیان متغیر است.

## درمان و نتایج
پروتکل‌های فوری پس از تجاوز، از متخصصان پزشکی می‌خواهد که احتمال باردار شدن قربانی را در ارزیابی آسیب فیزیکی وارده به زن ارزیابی کنند که شامل به دست آوردن سابقه استفاده از داروهای ضد بارداری است، زیرا استفاده زن از قرص‌های ضدبارداری یا سایر داروهای ضد بارداری قبل از تجاوز، شانس باردار شدن او را تحت تأثیر قرار می‌دهد. 
پروتکل‌های درمانی همچنین از پزشکان می‌خواهد که دسترسی به پیشگیری اضطراری از بارداری و مشاوره در مورد سقط جنین را در کشورهایی که قانونی است را فراهم کنند.  قرص‌های استروژن با دوز بالا به‌عنوان یک درمان تجربی پس از تجاوز جنسی در دهه ۱۹۶۰ مورد آزمایش قرار گرفتند و در سال ۱۹۷۲ پزشک کانادایی آلبرت یوزپه و همکارانش مطالعات سازمان یافته‌ای را در مورد استفاده از اتینیل استرادیول و نورژسترل برای ارائه پیشگیری از بارداری اضطراری پس از حمله آغاز کردند. این درمان‌ها میزان بارداری پس از تجاوز را تا ۸۴ درصد کاهش داد. این روش امروزه رژیم یوزپه نامیده می‌شود. قبل از درمان با اقدامات پیشگیری از بارداری، به قربانی تجاوز یک آزمایش بارداری HCG داده می‌شود تا مشخص شود که آیا قبل از تجاوز باردار بوده‌است یا خیر. 

### برای مطالعهٔ بیشتر
- Beebe, DK (1991). "Emergency management of the adult female rape victim". American Family Physician. 43 (6): 2041–6. PMID 2042547.
- Campbell, R; Bybee, D (1997). "Emergency medical services for rape victims: Detecting the cracks in service delivery". Women's Health. 3 (2): 75–101. PMID 9332152.
- Krueger, Mary M. (1988). "Pregnancy as a result of rape". Journal of Sex Education & Therapy. 14 (1): 23–7. doi:10.1080/01614576.1988.11074920.
- Lathrop, Anthony (1998). "Pregnancy Resulting from Rape". Journal of Obstetric, Gynecologic, & Neonatal Nursing. 27 (1): 25–31. doi:10.1111/j.1552-6909.1998.tb02587.x. PMID 9475124.
- McFarlane, J. (2007). "Pregnancy Following Partner Rape: What We Know and What We Need to Know". Trauma, Violence, & Abuse. 8 (2): 127–34. doi:10.1177/1524838007301222. PMID 17545570. S2CID 732231.
- Sutherland, Sandra; Scherl, Donald J. (2010). "Patterns of Response Among Victims of Rape". American Journal of Orthopsychiatry. 40 (3): 503–11. doi:10.1111/j.1939-0025.1970.tb00708.x. PMID 5422298.